# Huérfanos electrónicos
Huérfanos electrónicos es una serie cómica de animación flash distribuida gratuitamente a través de Internet, iniciada en el mes de junio de 2006. 
La serie es un spin-off de Cálico Electrónico, otra serie de Nikodemo Animation. Cuenta con muchos parecidos y guiños a la serie anterior, algunos personajes se repiten, aunque con distinta importancia que en la serie original.
Cada capítulo incluye las tomas falsas del «rodaje».
Su creador es Niko, y su equipo Nikodemo Animation, que hacen diferentes animaciones flash de todo tipo, generalmente en el género de la comedia.

## Historia
El superhéroe de Electronic City ha desaparecido. Niko y Muzamán hacen un casting para reclutar los superhéroes que tendrán que velar por la seguridad de la ciudad en ausencia de Cálico Electrónico. Muzamán se encargará del entreno de los nuevos elegidos, pero todo se complicará cuando el malvado Lane Trola llegue a la ciudad.

## Personajes de la serie
La serie consta de diversos personajes, que aparecen más o menos veces dependiendo de su popularidad y de su importancia en la serie.
Miembros de Huérfanos electrónicos
- Muzamán: Es el protagonista de la serie. Su verdadero nombre es Manel Muzas, alias "Muzi", y trabaja en ElectrónicaWeb. Muzamán es como un superhéroe de toda la vida (aunque volar no vuela). Se caracteriza por su poca paciencia, gran musculatura, y una risa de lo más particular que le da hasta cuando una nuez cae al suelo. Su método es pegar y luego preguntar. Es el capitán de los Huérfanos electrónicos. Creó su primer arma de ElectrónicaWeb (el lanzagomas) cuando él y Cálico estaban en la escuela primaria.

- Ardorín: El sobrino de Cálico que consigue entrar en el equipo. Fue iniciado como superhéroe por su tío Electrónico y se parece mucho a este. Nunca puede pronunciar bien el nombre de nadie, excepto el de Lúbrico. Desde que entró en el equipo de Huérfanos Electrónicos, actúa de una manera extraña.

- Capitán Torpedo: Un gracioso gordo equipado con dos torpedos en su espalda para viajes por el aire. A pesar de no parecer gran cosa, su capacidad para volar por los aires será muy útil para el equipo de Huérfanos Electrónicos. Es malhablado y se considera adicto al Equipo A. Sus torpedos (o Tor-P-2) tienen el defecto de accionarse de improviso, haciéndolos incontrolables. En un episodio pierde toda su indumentaria (salvo los Tor-P-2) y no la vuelve a recuperar. Su expresión más famosa es: «¡Haaaaaaaaala, neng!».

- Filigrana: Un tipo algo raro, de gran cabeza, extraño peinado, extremadamente delgado, presumido y muy elástico. Le encanta hacer chistes, aunque no siempre son buenos. Su especialidad es la informática, pero si no logra obtener un password de un sistema, pierde los estribos con facilidad y llega a ser incluso más soez y malhablado que Torpedo, suelta unos tacos tan fuertes que incluso deben ser censurados.

- Pisuka: Integrante de Huérfanos Electrónicos que llegó tarde a la audición. A pesar de ello logró entrar en el equipo gracias a sus dotes ninja, las cuales no domina del todo (ya que su habilidad con armas deja bastante que desear). Pisuka es bastante friki y adora ver series anime. Es la única integrante femenina del grupo. Es prima de los niños mutantes de Sanildefonso. Habla un poco con ceceo.

La Nueva Generación de Miembros de Huérfanos electrónicos en Atrapame Si Puedo Parte 1 y 2
- Capitán Torpedo: Antiguo miembro de los Huérfanos Electrónicos. Con traje de Hawái.

- Filigrana: Antiguo miembro de los Huérfanos Electrónicos.

- Per-Chi: Como perchita usa su traje de Naruto para reunirse de sus miembros de la nueva generación de los Huérfanos Electrónicos tras reemplazo de Pisuka.

- Los niños mutantes de Sanildefonso: Primos de Pisuka, y antiguos enemigos de Cálico Electrónico y ahora reúne a la nueva generación miembro de los Huérfanos Electrónicos.

Enemigos de la serie:
- Lane Trola: El Antagonista y Jefe de una poderosa organización que pretende conquistar el mundo (la organización es muy similar a HYDRA de marvel cómics, ya que visten de verde). Es similar a un mono, al vocalista animado de Gorillaz y a Michael Jackson y le gusta cantar, como a casi todos los villanos. Huérfanos Electrónicos es un quebradero de cabeza para él, y hará lo posible por aniquilarlos. Es conocido por emitir ridículos gallos, o gorgoritos mientras habla, y por cambiar sus rasgos faciales rápidamente (en un principio puede parecer contento y un segundo después parece triste o preocupado). Tiene un parecido razonable con el Dr. Drakken, villano de la serie Kim Possible. Su nombre puede estar inspirado en Lanetro Zed.

- Escribano: Es el leal, sumiso y servidor lacayo de confianza de Trola. Es bajito e incapaz de hablar con fluidez, emitiendo solo carraspeos y sonidos ininteligibles, producto de permanentes "tics". Mantiene una muy "estrecha" confianza con su patrón. A pesar de parecer débil e inofensivo, guarda en su interior un temible secreto.

- Soldados: Son todos iguales, menos Filigrana, Pisuka, Torpedo, Ardorín y Muzamán tras haberse transformado en soldados en un capítulo. Su frase más recurrente es «¿abogado?», de la película El cabo del miedo, protagonizada por Robert De Niro.

Superhéroes secundarios:
- Dr. Cebolla: Extraño cabezón que disfraza de cebolla que logra ser seleccionado como integrante de Huérfanos, gracias a un pequeño soborno. Parece morir poco después en una de las pruebas de Muzamán. Se autodenomina "cebolla", en vez de cebolla, no se sabe por qué. Según la página web oficial, su superpoder es hacer llorar a los enemigos.

- El hombre bala: Un pesado con casco de bala que solamente bala como una oveja. De ahí la gracia de su nombre. Tras una paliza de los agentes de seguridad y un disparo de Niko, acaba muriendo definitivamente.

- Sombra Oscura: Uno de los personajes que participaron en la selección de superhéroes de Huérfanos Electrónicos, pero no es seleccionado. Su superpoder consiste en ocultarse con una capa, siendo "invisible" al ojo humano. Tiene la particularidad de no poder pronunciar bien la "s", sonado como una "z" vacía.

- La mujer araña: Una aspirante a superheroína no seleccionada. Una tía buena, y su ataque consiste en arañar una pizarra que lleva, para aterrorizar a sus enemigos.

- Lobombre: Otro aspirante a superhéroe que repite de la anterior serie de Cálico, es un lobo furioso y frustrado que es capaz de hablar durante la noche, mientras que a la luz del día no es otro que el mismo José María Aznar. Aunque no es seleccionado, aun así hace esfuerzos para salir en la serie, acoplándose a cualquier actividad (tocar el piano junto a Lane Trola, ayudando a los protagonistas a formar un castell, etc.).

- Thor: Otro de los aspirantes del casting de superhéroes, sin ningún éxito. Va disfrazado de Thor, el dios del rayo, y lo único que sabe hacer es expulsar flatulencias.

- Súper Chero: Otro aspirante sin éxito. Su poder consiste en imitar a un perchero sujetando prendas.

- T: Es un hombre mayor que dice tener el superpoder de no discutir. Niko le dice que eso no es un superpoder y él lo afirma sin problemas.

- Isidro: Una parodia de David Bisbal. Procedente de Sevilla, tal como reza el prefijo SEV de la pegatina de identificación que lleva puesta, es uno de los aspirantes del casting, pero lo único que sabe hacer es cantar y no le admiten por no ser lo que buscan. Será convertido en supersoldado por Lane Trola antes de liquidar a su propia madre.

Otros personajes:
- Niko: Una reencarnación del creador de la serie. Realiza el casting de superhéroes, parodiando al de Operación Triunfo.

- Cálico Lúbrico: Némesis de Cálico Electrónico, y nuevo maestro de Ardorín. Tras haber sido apresado por Lane Trola, para engañar a los Huérfanos mediante Ardorín, decide, junto a este, Pisuka y los niños mutantes de Sanildefonso, poner fin a los planes de Lane Trola, aunque eso signifique ayudar a su enemigo. Guarda una estrechísima relación con Ardorín por un motivo secreto que al final de la serie queda revelado.

- Los niños mutantes de Sanildefonso: Primos de Pisuka, y antiguos enemigos de Cálico Electrónico, dicen muchos tacos y palabras vulgares, son un niño y una niña que siempre discuten y otro niño que es adicto. Ayudarán a Lúbrico, Ardorín y Pisuka a rescatar al héroe y derrotar a Trola.

## Reparto
- Raúl Escolando: Capitán Torpedo/ Cálico Lúbrico y Pisuka
- Santiago Riscos: Filigrana/ Soldados y Sombra Oscura
- Khris Cembellín: Súper Chero y Crazy Frog
- Rafael Cano: Isidoro y Dr. Cebolla
- Manuel Muzas: Muzamán
- Inocuo: Ratón/ Lobombre y Madre de Isidoro
- Niko: Los niños mutantes de Sanildefonso/ Niko/ Ardorín/ Lane Trola y Escribano/calico electrónico/

## Guía de capítulos
Un nuevo capítulo era publicado el primer día de cada mes aproximadamente.
1. 1 La ciudad sin héroe: Cálico ha desaparecido, y la ciudad necesita desesperadamente un héroe. Muzamán decide buscar a algún grupo de héroes sustitutos.

1. 2 5 X 1: Se anuncian los sustitutos, y Muzamán decide entrenarlos. Los vándalos han tomado la ciudad, y el nuevo grupo deberá enfrentarse a los malhechores.

1. 3 Es mi mundo: Torpedo ha sido capturado por una extraña organización que pretende tomar el control del mundo entero.

1. 4 Es mi mundo 2: Toda la tropa de Huérfanos está en la base de Lane Trola, pero su ejército sabe que han entrado. Y no pondrán las cosas fáciles.

1. 5 Sombras Del Pasado: Lúbrico recuerda los momentos pasados con Ardorín, mientras Lane Trola muestra su verdadero plan, y el resto de los Huérfanos intentan escapar.

1. 6 El arma final: (contiene una broma para publicidad de Eastpak). En este episodio, Ardorín con ayuda de sus nuevos aliados llegan a rescatar a su "tito" y derrotar la dictadura de Lane.

## El porqué de la serie
En los foros de cálico electrónico se comentaba el porqué; parece ser que se firmó un contrato de exclusividad entre Cálico Electrónico y el Club ZED, por lo que no podían incluir el nombre Cálico Electrónico en su serie. Siendo este el personaje principal, tuvo que desaparecer por un tiempo.
En el 4.º capítulo aparece por primera vez el emblema de Cálico Electrónico.
Según declaraciones no oficiales, el Club Zed solo poseía los derechos de explotación de la imagen, no así los derechos totales. Por lo cual, la no aparición del héroe se debe posiblemente a una decisión del estudio.
Este contrato ya ha finalizado, como se deduce de la administración del foro oficial. 